# Accros du roc
Accros du roc est le seizième livre des Annales du Disque-monde de l’écrivain anglais Terry Pratchett, publié en France en 2000.
L'œuvre originale fut publiée en 1994 sous le titre Soul Music. Traduction française de Patrick Couton. Ce roman a été adapté en série animée pour la télévision anglaise.

## Résumé
Dans Mortimer, l'apprenti de La Mort et sa fille adoptive se mariaient et devenaient duc et duchesse de Sto Hélit. Depuis, ils ont eu une fille, Suzanne, et ont trouvé la mort dans un accident de diligence. Suzanne a grandi dans un pensionnat de Quirm.
Kreskenn, jeune barde, quitte Ker-Gselzehc pour Ankh-Morpork où il espère devenir un grand musicien. Il y rencontre Lias Trapp et Nore Noresson avec qui il fonde le Groupe de Rocs. Une musique magique s'empare d'eux, puis de l'Université de l'Invisible et enfin de tout le monde.
La Mort déprime et tente d'oublier son passé en s'engageant dans la Légion étrangère Klatchienne. Suzanne se retrouve obligée de le remplacer.

## Thèmes
- Le milieu du spectacle, et de la musique rock en particulier (agents, artistes, festivals de musique, etc.). De nombreuses allusions à des groupes ou des chansons de rock célèbres (on y retrouve par exemple Johnny Hallyday).
- Comme dans Mortimer, La Mort se fait remplacer par un débutant dans son travail, et quelqu'un qui devait mourir y échappe par magie.

## Personnages
- Suzanne, duchesse de Sto Hélit et petite-fille de La Mort
- La Mort
- Kreskenn Kelenn, alias Buddy, humain harpiste et guitariste
- Lias Trapp, alias Magma, troll batteur
- Nore Noresson, nain joueur d'instrument à vent
- Planteur J.M.T.L.G., imprésario
- Les mages de l'université de l'Invisible d'Ankh-Morpork :
  - Mustrum Ridculle, Archichancelier de l'UI
  - Le bibliothécaire, orang-outan
  - Cogite Stibon, du département de Magie des Hautes Énergies
  - Le doyen